# Neues Rathaus (Cottbus)

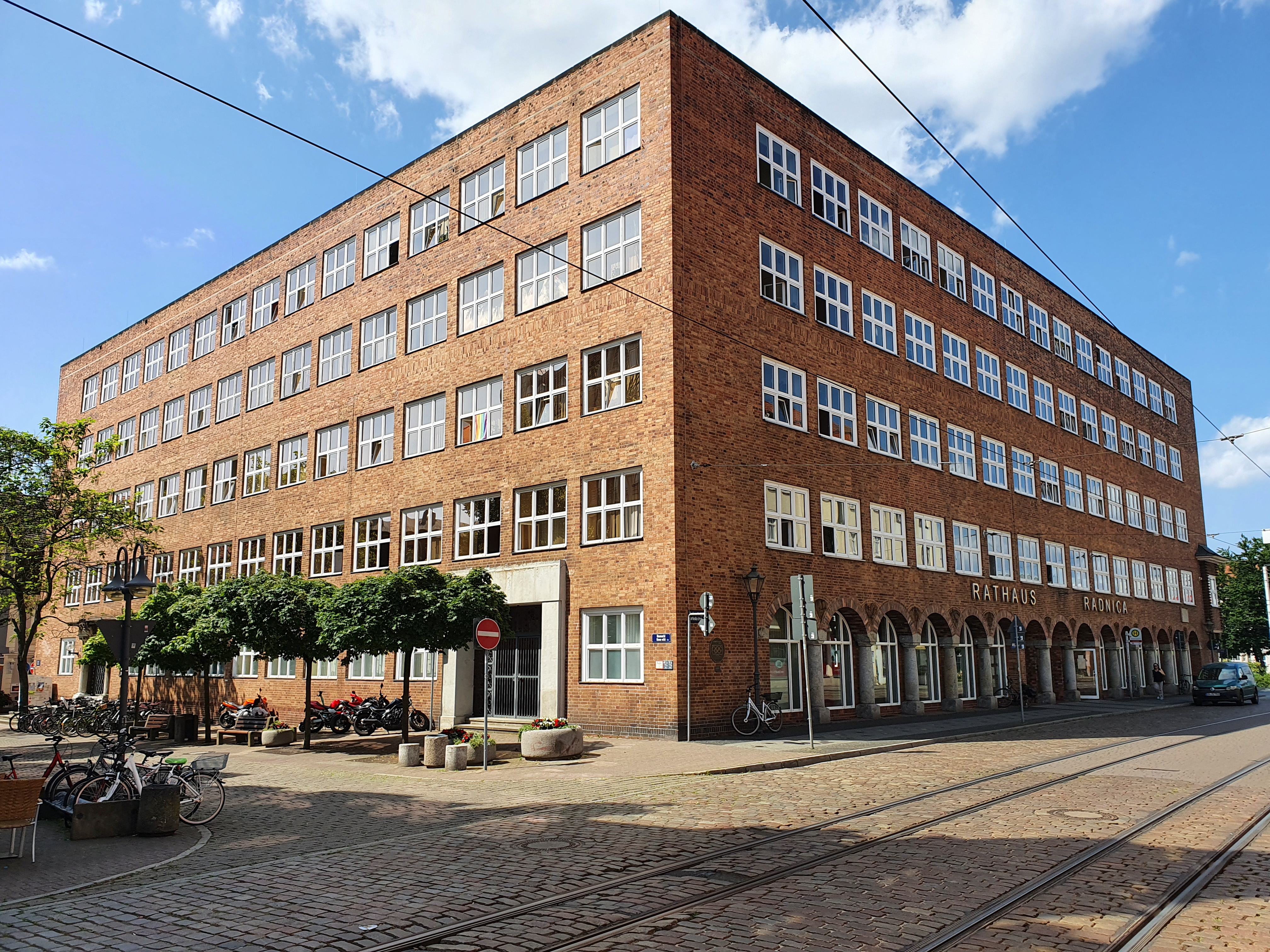
Neues Rathaus in Cottbus (2023)

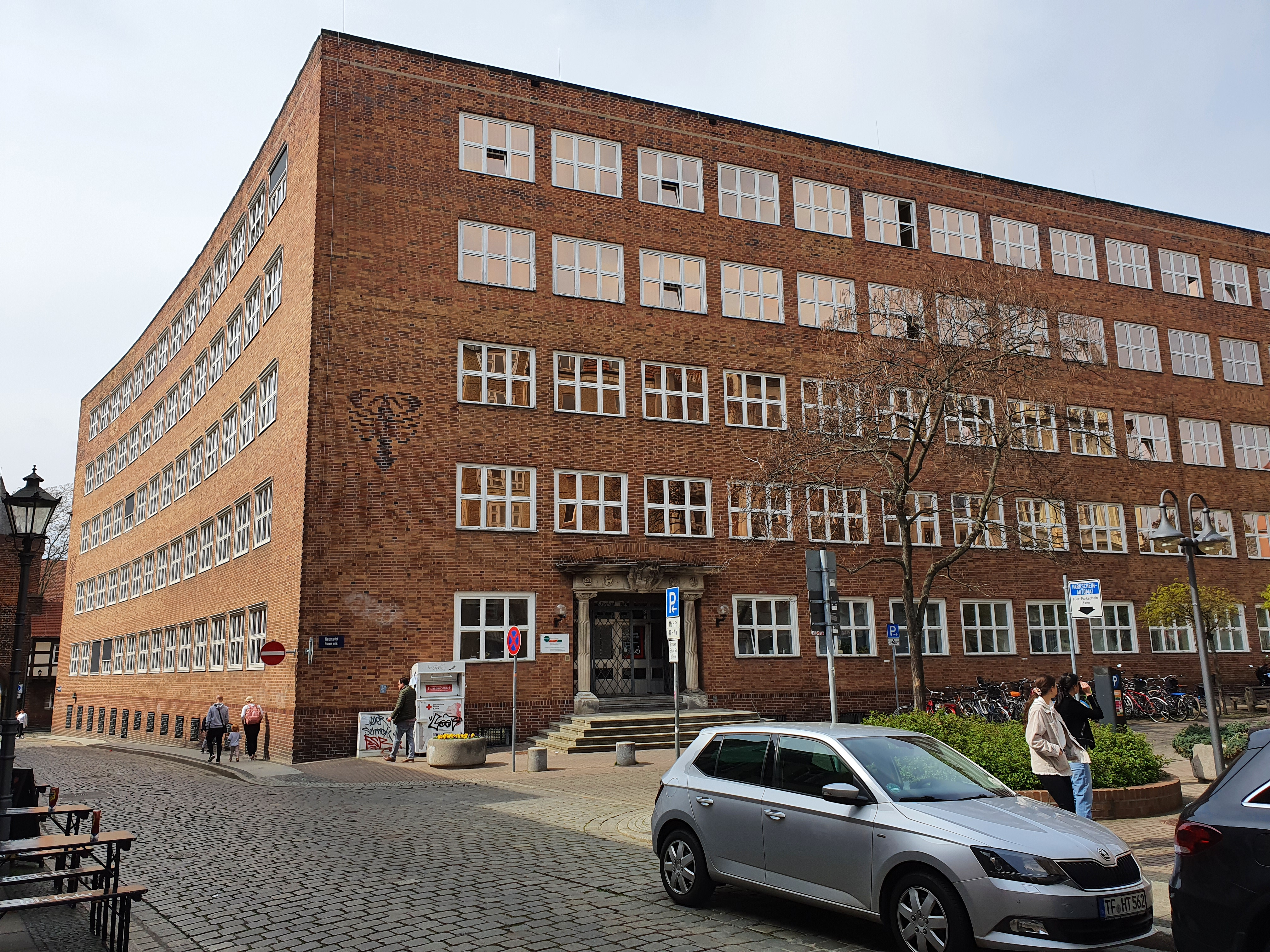
Neues Rathaus im April 2022. Am Südflügel ist die konkave Fassade zu erkennen, die südöstliche Gebäudeecke ziert der Krebs, das Wappentier der Stadt Cottbus

Das Neue Rathaus ist der heutige Sitz der Stadtverwaltung der Stadt Cottbus in Brandenburg. Das in den 1930er Jahren nach einem Entwurf des Cottbuser Stadtbaurates Hellmuth Schröder durch die Firma Hermann Pabel & Co. errichtete Gebäude befindet sich unter der Anschrift „Neumarkt 5“ im Cottbuser Stadtteil Mitte im unmittelbaren Bereich der früheren Stadtbefestigung, schräg gegenüber der Stadthalle Cottbus. Das Neue Rathaus steht unter Denkmalschutz.

## Geschichte
Gegen Ende des 19. Jahrhunderts stieg die Einwohnerzahl von Cottbus auf knapp 40.000 zur Jahrhundertwende an. Um dem damit verbundenen Zuwachs an Verwaltungsaufgaben gerecht zu werden, hatte sich der damalige Bürgermeister Paul Werner bereits zu Beginn des 20. Jahrhunderts erfolglos um einen Rathausneubau bemüht. Das alte Rathaus war zuvor bereits mehrfach erweitert worden, kam aber in den 1920er Jahren endgültig an seine Belastungsgrenze. Daher wurden konkrete Planungen zum Neubau eines Rathauses wieder aufgenommen. Als mögliche Standorte wurden der Gerichtsplatz, der südliche Teil des Altmarktes sowie der Kaiser-Wilhelm-Platz (der heutige Brandenburger Platz) diskutiert. Für den Bau wurde schließlich der Bereich zwischen dem Neumarkt und den Straßen Marktstraße, Berliner Straße und Mauerstraße festgelegt, da die Stadt hier keine Grundstücke mehr erwerben musste. Im Jahr 1934 wurde mit dem Abriss der vorhandenen Bebauung begonnen, unter der sich auch das Geburtshaus des Landschaftsmalers Carl Blechen befand.
Das Gebäude wurde vom Cottbuser Stadtbauamt unter Leitung von Hellmuth Schröder geplant. Im August 1934 erfolgte die Grundsteinlegung für den ersten Bauabschnitt an der Marktstraße, die Seitenflügel an der Mauerstraße sowie am Neumarkt wurden verkürzt ausgeführt. Im August 1935 konnte die Stadtverwaltung die ersten 85 Büroräume beziehen. Im Mai 1936 wurde Richtfest für den zweiten Bauabschnitt gefeiert, der den Gebäudetrakt an der Berliner Straße erweiterte und das Neue Rathaus zu einer Vierflügelanlage ausbaute. Die offizielle Einweihung des Rathauses fand im Dezember 1937 statt. Ursprünglich war noch der Bau eines Ratsherrensaals, eines Festsitzungssaals und eines 80 Meter hohen Rathausturms geplant, aufgrund des Ausbruchs des Zweiten Weltkrieges kam es jedoch nicht mehr dazu.
Am 21. April 1945 wurde das Neue Rathaus durch ein Fliegerbombe getroffen und brannte ab. Nach dem Ende des Zweiten Weltkrieges wurde das zerstörte Rathaus zunächst notdürftig wieder aufgebaut, sodass es Ende 1945 wieder eingeschränkt von der Stadtverwaltung genutzt werden konnte. Nach dem Abschluss der umfangreichen Wiederaufbaumaßnahmen wurde das Neue Rathaus im August 1952 an den Rat des Bezirks Cottbus übergeben. In den Jahren 1966 und 1967 wurde das Rathaus zur Beseitigung des Büromangels auf fünf Stockwerke erweitert, wobei die Satteldächer und Zwerchgiebel verloren gingen. Seit der Wende ist das Neue Rathaus wieder Sitz der Cottbuser Stadtverwaltung. Zwischen 1995 und 1998 entstanden eine neue Eingangshalle im Nordflügel und ein neues Treppenhaus. Außerdem wurde das Rathaus behindertengerecht ausgebaut und mit Fahrstühlen ausgestattet.

## Architektur

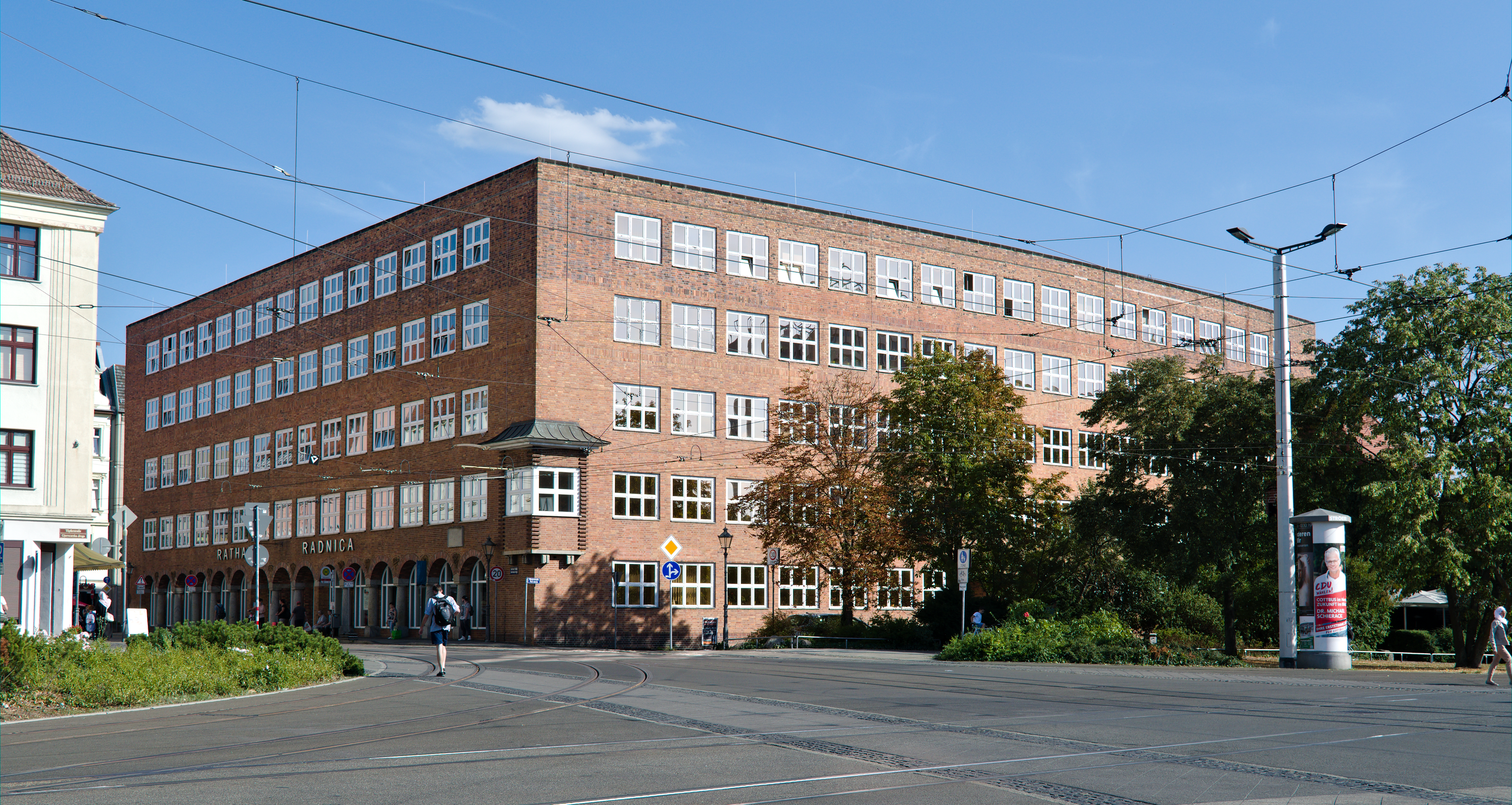
Ansicht des Rathauses vom Berliner Platz aus mit dem angebauten Erker (2019)

Das Bauwerk ist eine als massiver Klinkerbau errichtete Vierflügelanlage. Die zum Bau verwendeten Klinker stammen aus den Werken der Ilse Bergbau AG aus Großräschen. An der Nordseite ist das Gebäude konkav und an der Südseite konvex gewölbt. Die Fassade ist bis auf die regelmäßig angeordneten dreiteiligen Fenster ungegliedert. An der Berliner Straße befindet sich ein rundbogiger Arkadengang mit zwölf Handwerkszeichnungen in den Zwickeln. Über der Säulenkolonnade befindet sich eine Gedenktafel für Carl Blechen. An der Ostseite hat das Neue Rathaus zwei Eingänge. Der ehemalige Haupteingang ist mit einer Inschriftkartusche bekrönt, dort ist noch eine Ziereisentür mit der Darstellung eines Krebses, des Cottbuser Wappentieres, erhalten. Der zweite Eingang ist mit kannelierten Säulen gerahmt, die eine Kartusche mit einem Reliefbild tragen. Neben der Kartusche befindet sich ein Wappen mit der Darstellung eines Bäckers, eines Kornbrenners, eines Fleischers und eines Tuchmachers sowie die Inschrift „1935“, die das Baujahr kennzeichnet.
An der südöstlichen Gebäudeecke ist ein Krebs aus engobierten Ziegeln in das Mauerwerk eingearbeitet. An der nordwestlichen Gebäudeecke befindet sich ein Erker. An der Westseite das Rathauses ist eine große Hofzufahrt mit einem Gittereisentor aus der Bauzeit. Daneben liegt ein zurückgesetztes Portal mit der Figur „Mutter mit Kindern“ des Künstlers Richard Kuöhl. Die bauzeitliche Innenausstattung des Rathauses ist durch den Brand im Jahr 1945 größtenteils verloren gegangen, lediglich die Treppenanlage im südlichen Gebäudeteil mit kannelierten Aufgängerpfosten sowie einem Balustergeländer ist erhalten.

## Carl-Blechen-Gedenktafel

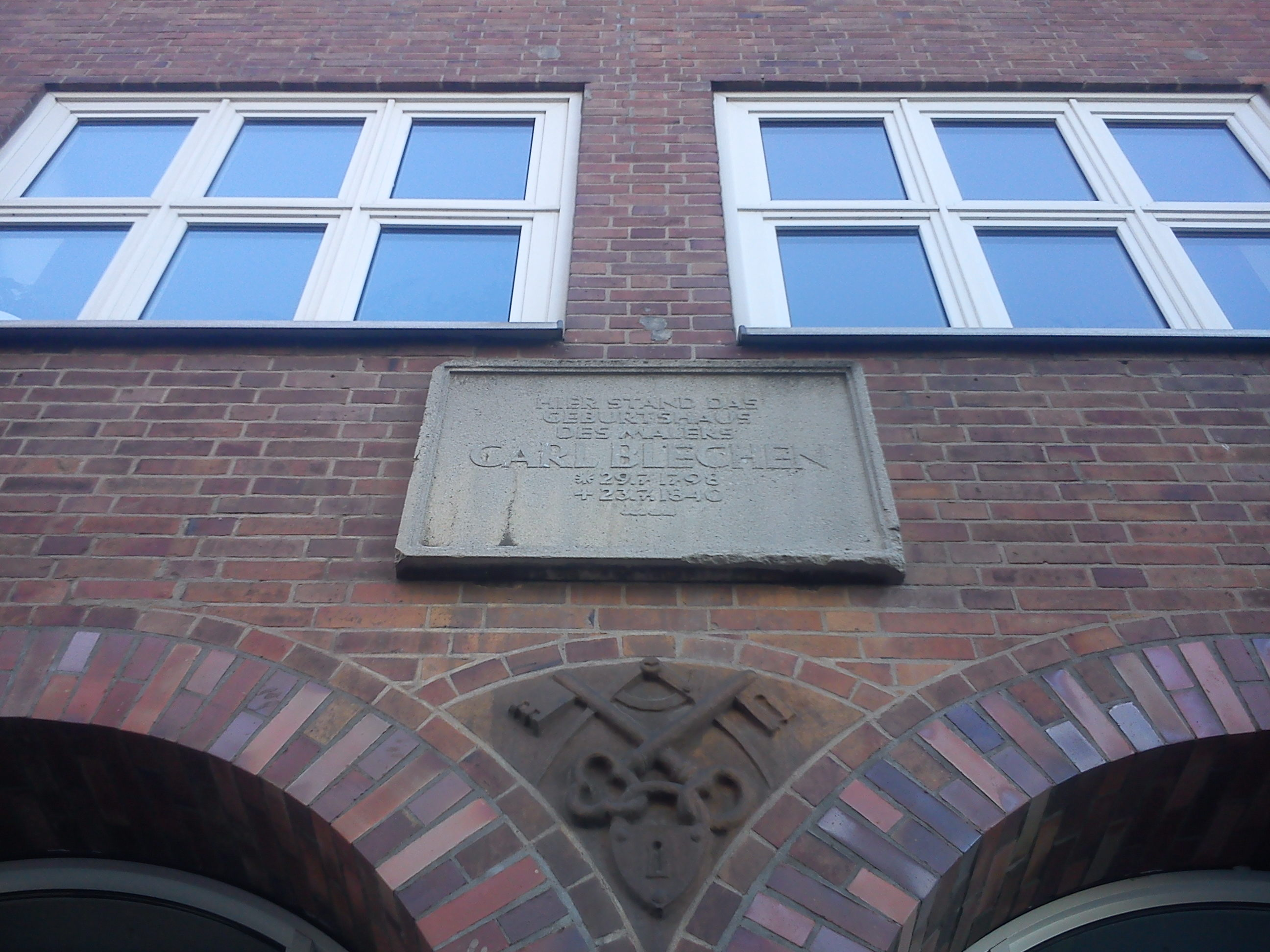
Carl-Blechen-Gedenktafel

Am 26. Juli 1948 wurde anlässlich des drei Tage später erfolgten 150. Geburtstags des Landschaftsmalers Carl Blechen eine Gedenktafel aus Naturstein enthüllt. Das Geburtshaus Blechens, das Mietwohnhaus Berliner Straße 4, stand zuvor am Standort des heutigen Rathauses und wurde im Zuge des Neubaus abgerissen. Die Tafel enthält die Inschrift „Hier stand das / Geburtshaus / des Malers / Carl Blechen / * 29.07.1798 / † 23.07.1840“. Die Tafel steht ebenfalls als Einzeldenkmal in der Landesdenkmalliste unter Schutz.

## Weg des Ruhmes

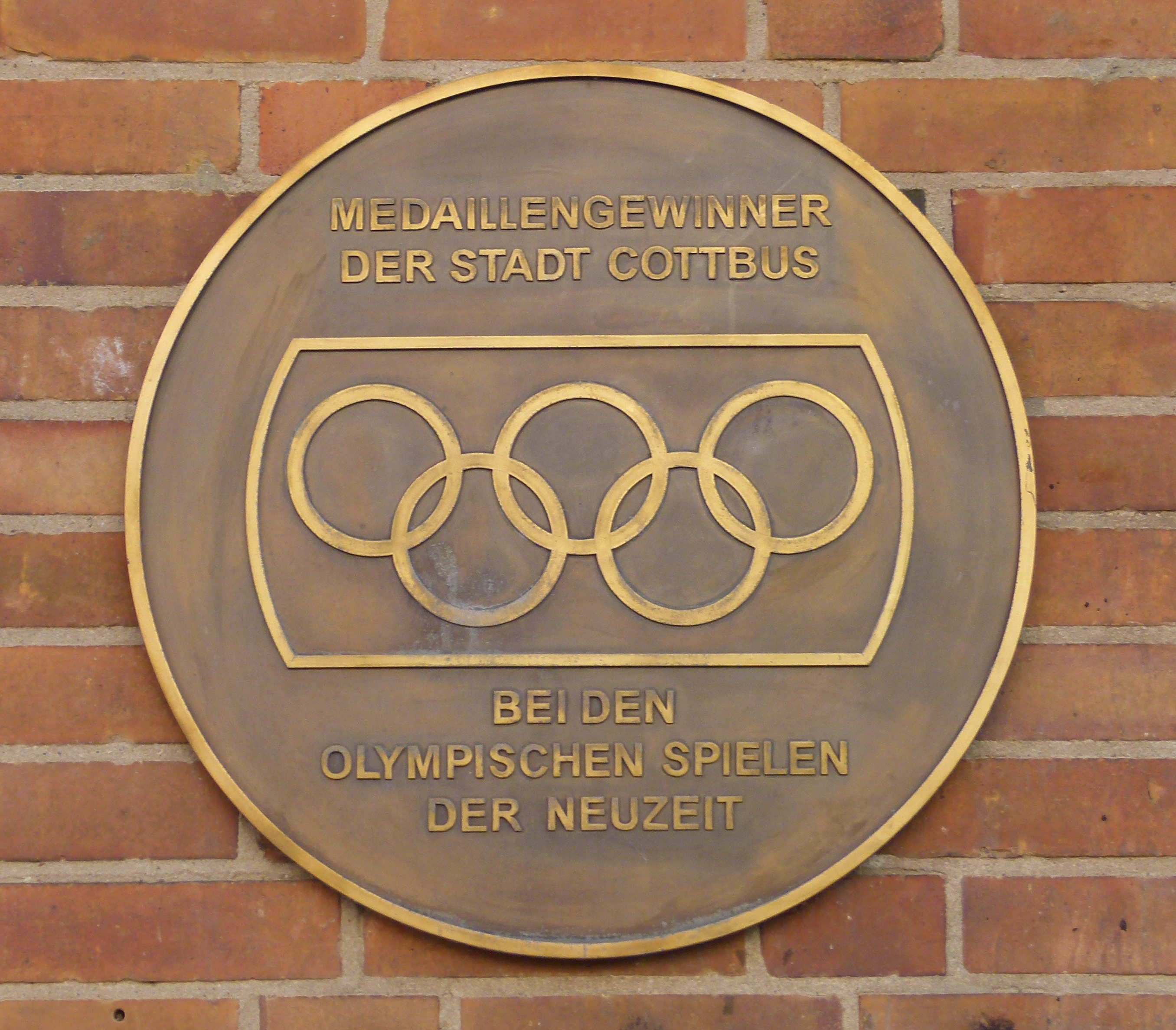
Plakette zum Weg des Ruhmes

Seit 2006 befindet sich auf dem Gehweg vor dem Rathaus entlang der Berliner Straße der „Weg des Ruhmes“. Dort sind Plaketten mit den Namen der aus Cottbus stammenden Gewinner olympischer Medaillen in den Gehweg eingelassen, die Farbe der Plaketten repräsentiert die jeweils gewonnene Medaille. Der Weg des Ruhmes wurde nach einer Idee der Deutschen Olympischen Gesellschaft Cottbus/Spree-Neiße angelegt und wird mit der Zeit erweitert. Seit November 2024 umfasst der Weg des Ruhmes 76 Plaketten.